# Alexander Schrijver

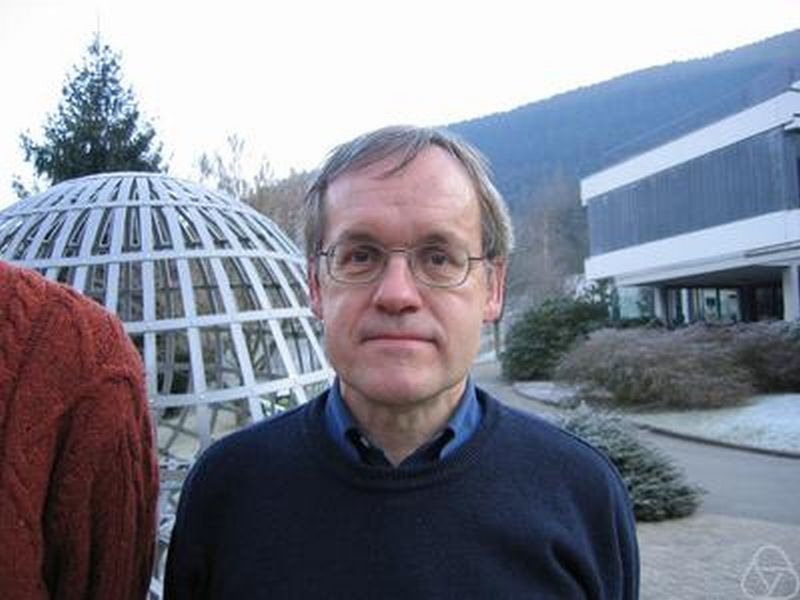
Alexander Schrijver, 2004

Alexander „Lex“ Schrijver (* 4. Mai 1948) ist ein niederländischer Mathematiker, der sich mit kombinatorischer Optimierung und Kombinatorik beschäftigt.

## Ausbildung und Karriere
Schrijver studierte an der Freien Universität Amsterdam, an der er 1977 bei Pieter Cornelis Baayen promoviert wurde (Matroids and Linking Systems) 1983 wurde er Professor an der Universität Tilburg, bis er 1989 an das Centrum Wiskunde & Informatica (CWI) in Amsterdam ging. Er leitete dort das Cluster-Programm Probability, Networks and Algorithms: Er lehrt seit 1990 auch an der Universität Amsterdam. Er war Gastwissenschaftler an der  Universität Oxford, in Bonn, an der École normale supérieure in Paris, an der Rutgers University, bei Microsoft Research und in Szeged.

## Forschung
Schrijver beschäftigt sich mit kombinatorischer Optimierung (optimaler Algorithmen für kombinatorische Probleme), Graphentheorie, Netzwerktheorie, Kombinatorik von Polyedern. Unter anderem untersuchte er Methoden zur Optimierung der niederländischen Eisenbahn (Nederlandse Spoorwegen). Das führte 2006 zur Einführung eines neuen Zugfahrplans mit erheblichen Einsparungen. Er verfasste ein dreibändiges Standardwerk zur kombinatorischen Optimierung und befasste sich auch mit historischen Aspekten der Kombinatorik und Optimierung.
1986 war er Invited Speaker auf dem Internationalen Mathematikerkongress in Berkeley (Polyhedral combinatorics- some recent developments and results) und 1998 in Berlin (Routing and time tabling by topological search). 1992 war er eingeladener Sprecher auf dem Europäischen Mathematikerkongress in Paris (Paths in graphs and curves on surfaces).

## Preise und Ehrungen
- 1982: Fulkerson-Preis (für Martin Grötschel, László Lovász, Alexander Schrijver The ellipsoid method and its consequences in combinatorial optimization, Combinatorica, Bd. 1, 1981, S. 169–197)
- 1986: Frederick-W.-Lanchester-Preis[4]
- 1995: Aufnahme in die Königlich Niederländische Akademie der Wissenschaften
- 2002: Ehrendoktor der University of Waterloo in Ontario
- 2003: Fulkerson-Preis (für Alexander Schrijver A combinatorial algorithm minimizing submodular functions in strongly polynomial time, Journal of Combinatorial Theory Series B, Bd. 80, 2000, S. 346–355); George-B.-Dantzig-Preis
- 2004: Frederick-W.-Lanchester-Preis[4]
- 2005: Spinoza-Preis[5]
- 2006: Aufnahme in die Leopoldina[6]
- 2008: Ordentliches Mitglied der Academia Europaea
- 2015: EURO Gold Medal[7]

Schrijver ist außerdem seit 2005 korrespondierendes Mitglied der Nordrhein-Westfälischen Akademie der Wissenschaften und der Künste und Fellow der American Mathematical Society.

## Schriften
- Theory of linear and integer programming. Wiley, Chichester u. a. 1986, ISBN 0-471-90854-1 (Reprinted. ebenda 2000, ISBN 0-471-98232-6).
- Combinatorial optimization. Polyhedra and efficiency (= Algorithms and Combinatorics. 24). 3 Bände. Springer, Berlin 2003, ISBN 3-540-44389-4 (auch als CD herausgekommen).
- mit Leo Kroon: Spoornetwerken. In: Nieuw Archief voor Wiskunde. Serie 5, Deel 16, Nummer 3, September 2015, S. 165–173, (Eisenbahnnetzwerke, holländisch).